# Reggenza di Agam
La reggenza di Agam (in indonesiano: Kabupaten Agam) è una reggenza dell'Indonesia, situata nella provincia di Sumatra Occidentale.